# De Dietrich 50/60 PS
Der De Dietrich 50/60 PS ist ein Rennwagen. Hersteller war De Dietrich in Niederbronn im Elsass, das damals zum Deutschen Reich gehörte.

## Beschreibung
Der junge Ettore Bugatti wurde im Juni oder Juli 1902 als Chefkonstrukteur bei De Dietrich angestellt. Er sollte zwei neue Pkw-Modelle entwickeln. Das erste Fahrzeug war jedoch ein Rennwagen.
Der 50/60 PS ist ebenfalls ein Rennwagen. Er hat wie die anderen Modelle einen Vierzylinder-Reihenmotor, der vorne längs im Fahrgestell eingebaut ist. Die Maße der Zylinder sind jedoch wesentlich größer. Bohrung und Hub betragen jeweils 160 mm, was 12.868 cm³ Hubraum ergibt. Jeder Zylinder hat vier Ventile, die durch zwei untenliegende Nockenwellen zwangsgesteuert sind. Sie sind hängend angebracht, also ist es eine OHV-Ventilsteuerung. Der Motor leistet etwa 60 PS bei 1000 Umdrehungen in der Minute. Die 50 in der Typenbezeichnung könnte für die Steuer-PS stehen.
Der Rohrschlangenkühler und somit die Wasserkühlung wird als unzureichend bezeichnet. Ein zusätzlicher Behälter zwischen Motor und Kühler für 80 bis 100 Liter Kühlwasser sind notwendig, was natürlich auch das Leergewicht in die Höhe treibt. Zum Vergleich: der Mercedes 35 PS aus der gleichen Epoche hat einen moderneren Bienenwabenkühler mit lediglich neun Litern Kühlwasser.
Der Motor überträgt seine Leistung über ein Dreiganggetriebe und zwei Ketten an die Hinterräder.
Ein Leiterrahmen aus Längsrohren und vier Querrohren bildet die Basis. Der Radstand beträgt 300 cm und die Spurweite 125 cm. Als Leergewicht sind etwa 1000 kg angegeben. Die Höchstgeschwindigkeit wird auf 120 km/h geschätzt.
In der ursprünglichen Version sind die beiden Sitze hinter der Hinterachse und sehr niedrig angebracht. Laut einer Quelle entstand dadurch direkt hinter dem Motor freier Raum, der für Ersatzreifen, Gepäck und notfalls Mitfahrer genutzt werden konnte.

## Motorsport
Ettore entwickelte zwei Fahrzeuge. Geplant war, dass er und Émile Mathis im Mai 1903 beim Rennen von Paris nach Madrid starten. Ettore erhielt die Startnummer 142. Allerdings verweigerte der Automobile Club de France die Teilnahme. Die offizielle Begründung war, dass die Sicht des Fahrers nach vorne zu sehr eingeschränkt sei. Möglicherweise spielten auch patriotische Gründe eine Rolle, da De Dietrich keine französische Marke war.
Ettore nahm in den folgenden Monaten an drei Rennen in Deutschland und Österreich teil, konnte aber gegen die Mercedes 60 PS nicht gewinnen. In dieser Zeit wurden die Sitze weiter nach vorne verlegt und ein zweiter Rohrschlangenkühler montiert. Genannt wird ein Rennen in Berlin am 18. Oktober 1903, bei dem Ettore und Mathis beide Wagen einsetzten, dort sogar mit vier Personen besetzt.
Mathis bot 1905 in der Allgemeinen Automobil-Zeitung einen gebrauchten De-Dietrich-Bugatti-Rennwagen für 15.000 Mark an. Danach verliert sich die Spur der Fahrzeuge.

## Nachbildungen
Der Bugatti-Experte, Besitzer eines Automuseums und Autor Uwe Hucke beschloss die Nachbildung des Fahrzeugs. Damit beauftragte er den Bugatti-Trust in England. Die Association de Dietrich war ebenfalls interessiert und gab ein zweites Modell in Auftrag, um die Kosten zu teilen. Der Tod Huckes 2002 bedeutete ein Problem für das Projekt. Dennoch wurde 2004 das erste Fahrzeug fertiggestellt, das allerdings gestohlen wurde. Das zweite Fahrzeug hatte lange Zeit Motorenprobleme, die erst 2009 behoben werden konnten. Seit Ende 2017 steht dieser Wagen als Leihgabe im Technik-Museum Speyer.